# 羽賀征治
羽賀 征治（はが せいじ、1940年2月24日 - 2004年8月19日）は、元日本特殊陶業代表取締役社長。岐阜県揖斐川町出身。
1962年、名古屋大学経済学部卒業。同年、日本特殊陶業入社。半導体営業畑を中心に歩み、2002年代表取締役社長。

## 経歴
- 1962年 - 名古屋大学経済学部卒業
- 1958年 - 日本特殊陶業入社
- 1993年 - 取締役
- 1999年 - 副社長
- 2002年 - 代表取締役社長
- 2004年 - 取締役副会長。8月19日、肺癌のため死去[1]。